# Horvát Szociálliberális Párt
A Horvát Szociálliberális Párt (horvátul: Hrvatska socijalno-liberalna stranka) egy konzervatív-liberális politikai párt Horvátországban. A pártot 1989-ben alapították, az első horvát olyan politikai pártként, amely a többpártrendszer visszaállítása után alakult meg. Első elnöke Slavko Goldstein volt. 2015 és 2016 között a párt a Hazafias Koalíció egyik meghatározó ereje volt, és koalíciós kormányt alakított négy másik párttal, köztük a horvát balközép legnagyobb pártjával, a Horvát Szociáldemokrata Párttal. A 2003-as általános választások elvesztése után megkezdődött a párt politikai befolyásának hanyatlása. A legutóbbi, 2015-ös általános választáson a HSLS a Horvát Demokratikus Közösség által vezetett jobbközép koalíció tagjaként a 151 mandátumból kettőt szerzett a horvát parlamentben. Jelenleg a párt a mostani horvát kormány egyik külső támogatója. A Liberális Internacionálé és az Európai Parlamentben a Liberálisok és Demokraták Szövetsége Európáért tagja. A pártelnök Dario Hrebak, akit 2019-ben választottak meg erre a posztra.

## Története
A Horvát Szociálliberális Szövetség létrehozását célzó kezdeményező csoport első ülését 1989. március 3-án a Zágrábi Egyetem Egyetemi Oktatói Klubjában tartotta. A HSLS-t 1989. május 20-án Horvát Szociálliberális Szövetség (horvátul: Hrvatski socijalno liberalni savez) néven alapították. Az alapítók között volt Velimir Terzić. Az akkori Horvátországi Dolgozó Nép Szocialista Szövetsége (SSRNH) keretein belül 1989. október 2-a óta működik a HSLS, amikor engedélyt kapott az SSRNH-n belüli szabad működésre. Ez volt az első horvát politikai párt, amely a többpártrendszer visszaállítása után alakult. Mint ilyen, az 1990-es első szabad választások során a Népi Egyetértés Koalíciójának tagja volt. Első vezetője Slavko Goldstein volt, őt 1990-ben Dražen Budiša követte, aki 1995-ig maradt a vezető. Az 1992-es elnök- és parlamenti választások után a HSLS lett a fő ellenzéki párt, és az 1990-es évek végéig az is maradt. 1996 februárjában Vlado Gotovac lett a párt elnöke. 1997 novemberében azonban ismét Budiša lett az elnök, és a Gotovac vezette frakció kivált, és megalakította a Liberális Pártot.
1998-ban a HSLS állandó koalíciót kötött a Szociáldemokrata Párttal (SDP), amely két évvel később megnyerte a választásokat, és leváltotta a kormányzó Horvát Demokrata Közösséget, és négy másik párttal együtt megalakította az új kormányt. A 2002-es pártszakadás (a LIBRA megalakulása) után azonban a HSLS kilépett a kormányból. A 2003-as horvát parlamenti választáson a HSLS és a Demokratikus Centrum szövetsége a szavazatok 4,0%-át érte el és 151 mandátumból 3-at szerzett. Ezek közül kettőt kapott a HSLS, mely 2000-es 25-höz képest visszaesés volt, így Budiša benyújtotta lemondását elnöki posztjáról. A választások után a HSLS támogatta Ivo Sanader kormányát. 2004-ben Ivan Čehokot választották meg pártelnöknek.
A 2005-ös horvát helyhatósági választások után bejelentették, hogy egyesülési tárgyalások folynak a HSLS és a Liberális Párt között. Utóbbi feloszlott, a tagság és a pártinfrastruktúra 2006 januárjában újra csatlakozott a HSLS-hez. Az újraegyesült párt élén Ivan Čehokot Đurđa Adlešić váltotta. A 2007-es választások előtt a HSLS, bár még kormányon volt, közös választási listát hirdetett az ellenzéki pártokkal – a Horvát Parasztpárttal és a Primorje-Gorski Kotar Szövetséggel. Ez a koalíció összességében öt mandátumot vesztett az előző választáshoz képest, de a HSLS megtartotta két mandátumát. Az Ivo Sanader vezetésével megalakult kormányban koalícióban maradtak. A HSLS egészen 2010. július 10-ig támogatta Jadranka Kosor kormányát, amikor Darinko Kosor, a Horvát Szociálliberális Párt vezetője bejelentette pártja döntését, hogy kilép a kormánykoalícióból. Ennek eredményeként a párt két parlamenti képviselője, Ivan Čehok és Antun Korušec kilépett a pártból. 2010. július 14. óta a HSLS-nek a párt történetében először nincs képviselője a parlamentben.

## A párt elnökei
- Slavko Goldstein (1989-1990)
- Dražen Budiša (1990-1995)
- Vlado Gotovac (1996-2004)
- Ivan Čehok (2004-2006)
- Đurđa Adlešić (2006-2010)
- Darinko Kosor (2009-2019)
- Dario Hrebak (2019-)

## Ideológiája
Az elmúlt években az Ivo Sanader kormányát támogató HSLS a szociálliberalizmusból a konzervatív liberalizmusba lépett át. Ez szavazói körében népszerűtlenséget eredményezett, és a párt politikai befolyásának hanyatlása folytatódott. A 2013-as alkotmányos népszavazást megelőzően, amely a házasságot egy férfi és nő szövetségeként határozta meg, a HSLS arra buzdította tagjait és támogatóit, hogy szavazzanak a javasolt változtatás ellen.

## Választási eredmények
| Választás | Szavazatok száma | Szavazatok aránya | Mandátumok száma | Parlamenti szerepe |
| --------- | ---------------- | ----------------- | ---------------- | ------------------ |
| 19901     | 439 372          | 15,30%            | 2                | ellenzék           |
| 1992      | 466 356          | 17,71%            | 14               | ellenzék           |
| 1995      | 279 245          | 11,55%            | 12               | ellenzék           |
| 2000      | 1 138 318        | 38,70%            | 25               | kormánypárt        |
| 2003      | 100 335          | 4%                | 2                | ellenzék           |
| 2007      | 161 814          | 6,50%             | 2                | kormánypárt        |
| 2011      | 71 077           | 3%                | 0                | nem jutott be      |
| 20152     | 771 070          | 33,46%            | 2                | ellenzék3          |
| 2016      | 682 687          | 36,27%            | 1                | ellenzék3          |
| 2020      | 621 035          | 37,26%            | 1                | ellenzék3          |

1 az Emberi Egyetértés Koalíciója eredménye, melynek vezető ereje a Horvát Szociálliberális Párt
2 a Hazafias Koalíció eredménye, melynek egyik ereje a Horvát Szociálliberális Párt
3 kívülről támogatják a kormányt

## Fordítás
- Ez a szócikk részben vagy egészben  a   Croatian Social Liberal Party című angol Wikipédia-szócikk ezen változatának fordításán alapul.  Az eredeti cikk szerkesztőit annak laptörténete sorolja fel. Ez a jelzés csupán a megfogalmazás eredetét és a szerzői jogokat jelzi, nem szolgál a cikkben szereplő információk forrásmegjelöléseként.